# 2018년 동계 올림픽 나이지리아 선수단
2018년 동계 올림픽 나이지리아 선수단은 대한민국 평창군에서 개최될 2018년 동계 올림픽에 참가할 예정인 올림픽 나이지리아 선수단이다. 나이지리아의 동계 올림픽 참가는 이번이 사상 처음이다.
이번 대회에서 나이지리아는 봅슬레이와 스켈레톤 두 종목에 여자 선수 세 명이 출전할 예정이다. 남자 선수는 출전하지 않았다.

## 참가 선수
| 종목     | 남자 | 여자 | 합계 |
| -------- | ---- | ---- | ---- |
| 봅슬레이 | 0    | 2    | 2    |
| 스켈레톤 | 0    | 1    | 1    |
| 합계     | 0    | 3    | 3    |

## 종목별 성적

### 봅슬레이
나이지리아에는 총 두 명의 여자 선수가 봅슬레이 종목에 배정됐다.
| 선수                           | 종목       | 1챠  | 1챠  | 2차  | 2차  | 3차  | 3차  | 4차  | 4차  | 최종 | 최종 |
| 선수                           | 종목       | 시간 | 순위 | 시간 | 순위 | 시간 | 순위 | 시간 | 순위 | 시간 | 순위 |
| ------------------------------ | ---------- | ---- | ---- | ---- | ---- | ---- | ---- | ---- | ---- | ---- | ---- |
| 세운 아디군* 아쿠오마 오메오가 | 여자 2인승 |      |      |      |      |      |      |      |      |      |      |

* – 썰매의 조종수를 의미

## 스켈레톤
나이지리아에는 총 한 명의 여자 선수, 시미델레 아데아그보가 스켈레톤 종목에 배정됐다. 나이지리아의 첫 올림픽 스켈레톤 대회 출전이기도 하다.
| 선수                | 종목 | 1차  | 1차  | 2차  | 2차  | 3차  | 3차  | 4차  | 4차  | 최종 | 최종 |
| 선수                | 종목 | 시간 | 순위 | 시간 | 순위 | 시간 | 순위 | 시간 | 순위 | 시간 | 순위 |
| ------------------- | ---- | ---- | ---- | ---- | ---- | ---- | ---- | ---- | ---- | ---- | ---- |
| 시미델레 아데아그보 | 여자 |      |      |      |      |      |      |      |      |      |      |

## 메달 집계

### 종목별 메달 집계
| 종목 | 1 | 2 | 3 | 합계 |
| 합계 |   |   |   |      |